# Vanessa Mendoza Cortés
Vanessa Mendoza Cortés   (Andorra, 1980) és una psicòloga i activista pels drets humans andorrana. És una de les figures més importants del Principat d'Andorra pel que fa a la defensa dels drets de les dones, del col·lectiu LGBT i sobretot per a la despenalització de l'avortament en aquest Estat. Per aquest motiu ha rebut l'apel·latiu de La Passionària d'Andorra.
Organitzacions mundials per als drets humans com ara Amnistia Internacional, Front Line Defenders, Women's Link Worldwide, Centre for Reproductive Right o l'aliança proavortista argentina Campanya Nacional pel Dret a l'Avortament Legal, Segur i Gratuït, així com reports anuals i estudis acadèmics sobre criminalització de l'activisme social, n'han destacat el seu cas com el més evident i preocupant de repressió política i judicial a Andorra quant a la reivindicació per normalitzar els drets de la dona.

## Trajectòria

### Joventut i desenvolupament professional
Vanessa Mendoza Cortés naixé a Andorra l'any 1980 i es mudà per estudis a Barcelona, ciutat on finalitzà els estudis superiors en Psicologia. Durant aquella etapa educativa fou víctima d'una violació a la capital catalana. Atès que era menor d'edat i sota tutela pública, la Generalitat de Catalunya fou considerada corresponsable i hagué d'indemnitzar-la econòmicament. El seu agressor, també en la minoria d'edat i malgrat haver estat detingut, se sap que després fou reincident en altres casos d'agressió sexual.
Exercí com a psicòloga social en violències sexuals tant en l'àmbit municipal, com en la Diputació de Barcelona i en la Generalitat de Catalunya. Endemés, formà treballadors públics del Govern de Portugal, fins que després de sis anys d'acompanyament a víctimes d'abusos i de conferències sobre aquest assumpte, el 2014 decidí fer valdre la seva expertesa per tornar a Andorra a continuar-hi la seva tasca professional.

### Activisme social i persecució judicial
Un cop a Andorra, Mendoza Cortés fundà i esdevingué presidenta de l'associació feminista Stop Violències l'any 2014. A través d'aquesta entitat, feu un seguiment i assessorament de casos de dones andorranes embarassades i amb la voluntat d'avortar per tal que ho fessin legalment i segura o bé sota la jurisdicció de França o bé la d'Espanya. Tanmateix, es trobà que els embarassos resultants de violació també hi eren encara prohibits. Llavors, encapçalà una campanya pública el 2016 «Llibertat és decidir» per a conscienciar sobre aquest assumpte i també, des de Stop Violències, iniciaren informes de situació per a captar l'atenció internacional de vulneració dels drets de la dona, que tingueren resposta en l'interès de grups de les Nacions Unides (ONU). El setembre de 2018, fou una de les figures principals en la primera manifestació de la història del país per a la despenalització total de l'avortament.
El 2019, impulsà a través d'aquesta associació el primer esdeveniment de l'Orgull gai a Andorra. L'octubre d'aquell mateix any, convidada en representació de Stop Violències, condemnà en un acte institucional a Ginebra (Suïssa) la prohibició de l’avortament en tots els supòsits que Andorra mantenia en la seva legislació constitucional. Ho feu davant el comitè de la Convenció sobre l'eliminació de totes les formes de discriminació contra la dona (CEDAW) i essent aquesta la primera organització civil de la història del Principat acceptada a debat per un ens de l'ONU.
Un any després, el 2020, el Govern d'Andorra presidit per Xavier Espot la denuncià a la Fiscalia per un delicte de difamació institucional. L'executiu adduí que havia desprestigiat i calumniat els treballadors socials del país, puix que en l'informe i en les declaracions a la CEDAW, Mendoza Cortés sostingué que a Andorra els serveis d'Afers Socials obligaven a parir a aquelles adolescents que havien estat violades i que volien avortar per tal d'oferir els nounats en adopció. L'acusació no en demanà l'empresonament, sinó que exigí una multa de fins a 30.000 euros i la pena d'inhabilitació per a exercir càrrecs públics durant quatre anys. Segons l'entitat Stop Violències i la mateixa Mendoza Cortés, s'assabentaren de la formalització de la denúncia per una filtració a la premsa.
El desembre d'aquell mateix any, l'advocat de Mendoza sol·licità la retirada dels càrrecs, però la petició li fou denegada. Mesos després, el febrer de 2021, les primeres organitzacions internacionals com ara Amnistia Internacional, començaren a posicionar-se en favor de Mendoza Cortés i a mostrar una profunda preocupació per la criminalització de les accions en defensa dels drets humans i de la llibertat d'expressió a Andorra. Espot afirmà, en representació del govern, que l'executiu no havia presentat càrrecs, sinó que havia estat una actuació de la fiscalia. A banda de demanar la retirada dels càrrecs, Mendoza Cortés i les entitats que li donaren suport, demanaren a govern «prendre mesures per garantir que Vanessa Mendoza i altres persones defensores dels drets humans puguin dur a terme la seva legítima tasca […] sense represàlies ni intimidacions».
La seva situació empitjorà el 2022, quan afirmà haver rebut amenaces anònimes de mort, fetes de viva veu, per haver seguit explicant el seu parer sobre la situació de l'avortament andorrà als organismes internacionals.